# Spaarveld

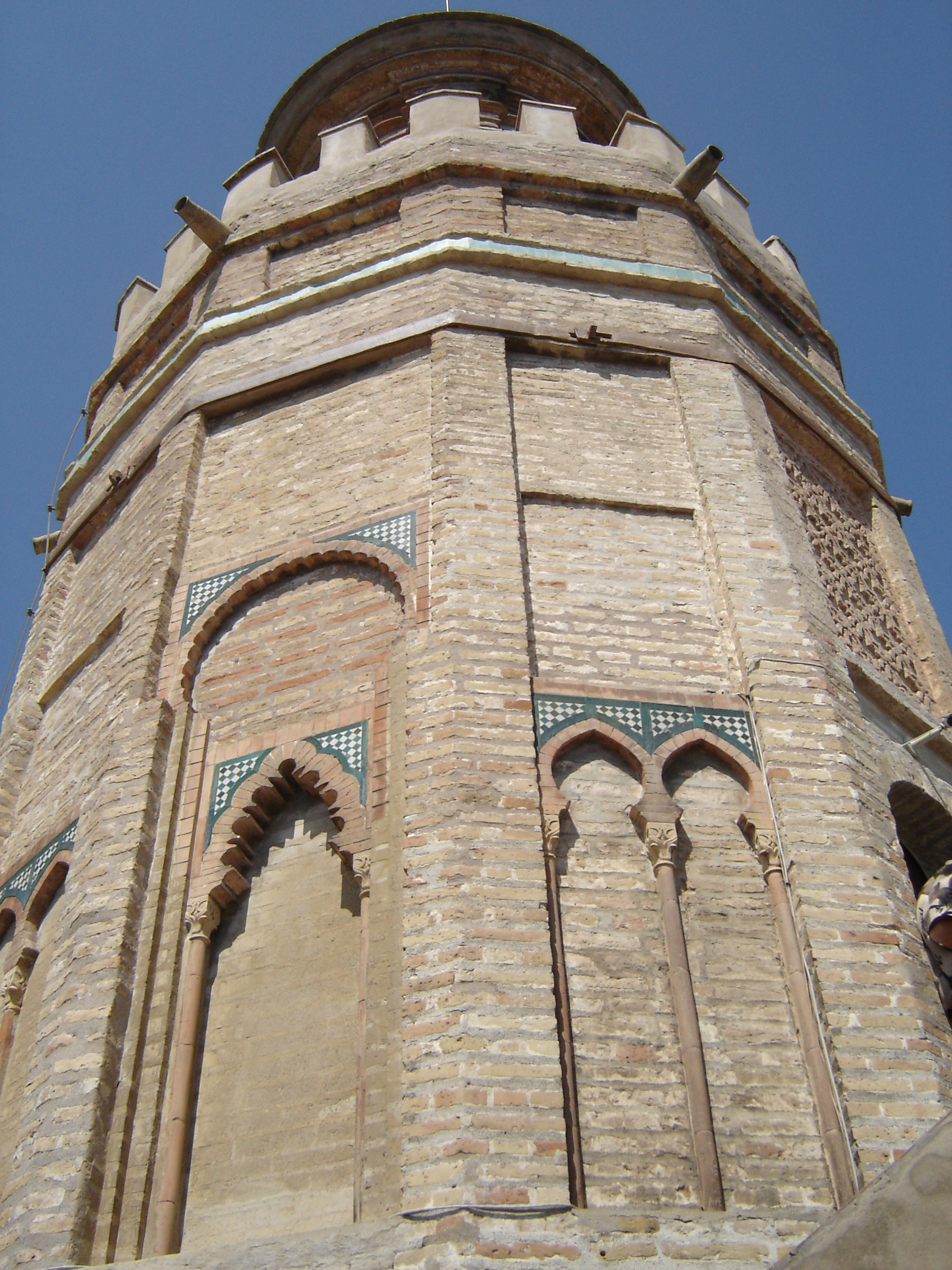
Spaarvelden in de muur

Een spaarveld of spaarnis is een ondiepe, blinde nis in een muur, waardoor materiaal, zoals baksteen, uitgespaard wordt. Het spaarveld wordt tevens aangewend om de vlakke gevelwand te verlevendigen.
We zien spaarvelden vaak boven elkaar aangebracht op kerktorens. Dit komt overeen met de geledingen.
Terwijl de zijkanten en de benedenkanten van een spaarveld meestal recht afgewerkt zijn, is de bovenkant ervan vaak afgewerkt met een boog of een boogfries. Dit zien we vooral bij romaanse bouwwerken.
In een spaarveld kunnen ook vensters zijn geplaatst.